# Cecilia Sternberg
Cecilia Sternberg , född 1908, död 1983, var en tjeckisk grevinna och memoarförfattare. Hon var gift med en tjeckisk greve, men tvingades fly med sin make vid kommunisternas övertagande efter andra världskriget, då deras egendom konfiskerades. Hon blev känd för sina memoarer, som utgavs i USA, dit hon emigrerat efter kriget. 